# Landvast
Een landvast is een touw of staalkabel (ook wel tros, lijn, of meertouw genoemd) waarmee een schip wordt afgemeerd aan een bolder of dukdalf aan de wal (ook wel meerpaal genoemd).
Het begrip landvast is onafhankelijk van het gebruikte materiaal en duidt uitsluitend op de functie. Het wordt voornamelijk in de watersport gebruikt, hoewel het ook in de binnenvaart geen onbekend begrip is.  